# 内山昇

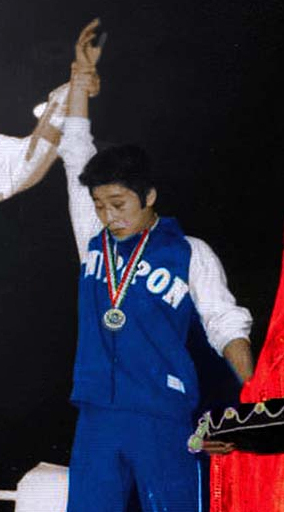
内山 昇, 1974

内山 昇（うちやま のぼる、1954年4月20日 - ）は、日本の元アマチュアボクシング選手。鹿児島県鹿屋市出身。

## 来歴
鹿児島県立鹿屋工業高校ボクシング部所属選手としてアマチュア・デビュー。
1973年4月より中央大学ボクシング部所属。全日本アマチュアボクシング選手権大会ではライトフライ級で3連覇（1974・1975・1976年）。1974年には、アジア競技大会銅メダル、1975年にはアジア選手権銀メダルを獲得した。
1976年にカナダ・モントリオールで行われたオリンピックライトフライ級に出場するも、1回戦敗退。
プロからも声がかかるも、大学最後の試合で目を負傷し、引退。